# Дамасские ворота
Дама́сские ворота, известные также как Шхе́мские ворота (ивр. שער שכם‎, Шаар Шхем; араб. باب العامود‎, Баб-аль-Амуд) — главные ворота мусульманского квартала Старого города Иерусалима, считаются одними из самых красивых. Ворота обращены на север; расположены в стене на северо-западной стороне города, напротив арабского квартала Шейх-Джарах в Восточном Иерусалиме. Отсюда берёт начало шоссе на Наблус (Шхем), а оттуда — в прошедшие эпохи — на столицу Сирии Дамаск; этим объясняются их современные европейское и ивритское названия. Что касается арабских названий, Баб аль-Наср (араб. باب النصر‎) означает «Ворота победы», а Баб аль-Амуд — «Ворота колонны». В последнем названии, постоянно находящемся в употреблении начиная, самое раннее, с X века, сохраняется память о детали оформления ворот римской эры (II века н. э.).

## История
Первоначально ворота были построены в период Второго Храма; они служили главным входом в город начиная с, самое раннее, I века до н. э. — времени правления губернатора Агриппы. Во втором веке н. э., после разрушения Иерусалима римлянами при императоре Адриане (117—138), ворота были заново отстроены. Адриан существенно увеличил их; его ворота имели три проема, из которых сохранился только восточный. На притолоке этого проёма, — под которой можно пройти сегодня, — написано название города в период правления римлян: Элия Капитолина. Перед воротами Адриана находилась не дошедшая до наших времен римская триумфальная колонна, увенчанная изваянием императора — её изображение можно увидеть на мозаичной карте Святой земли VI века, на полу православной Георгиевской церкви в городе Мадаба (Иордания). По-арабски ворота и сегодня называются Ворота Колонны. Остатки ворот Адриана были обнаружены при раскопках, произведенных во времена британского мандата.
Будучи одними из восьми ворот, вновь сооружённых в X веке, Дамасские ворота — единственные из них, сохранившие своё название (Баб аль-Амуд) до наших дней. Крестоносцы называли их Ворота Св. Стефана (на латыни Porta Sancti Stephani), подчёркивая их близость к месту мученичества Святого Стефана, со времён императрицы Евдокии отмеченного церковью и монастырём. Несколько этапов строительных работ были проведены на воротах в ранний айюбидский период (1183—1192 годы), а также в период правления в Иерусалиме крестоносцев — как в начале XII века, так и позже, в XIII веке. В повествовании 1523 года о визите в Иерусалим еврейского путешественника из Легхорна используется название Баб эль ‘Амуд, и отмечается близость ворот к Пещере Цидкиягу.
Нынешние ворота были сооружены в 1537 году султаном Османской империи Сулейманом Великолепным на месте ворот Адриана.

## Современность
Дамасские (Шхемские) ворота расположены между двумя башнями, каждая из которых оснащена навесными бойницами. Они являются центральным входом в мусульманский квартал старого города и на арабский рынок. В отличие от Яффских ворот, ступени к которым поднимаются вверх, ступени к Дамасским воротам спускаются вниз. Ступеньки, располагающиеся амфитеатром, построены в начале XXI века Иерусалимской мэрией. До 1967 года над воротами нависала башенка с амбразурами, однако во время боёв, происходивших в Старом городе и вокруг него во время Шестидневной войны, она была повреждена. В августе 2011 года Израиль восстановил башенку, — включая её бойницу, — опираясь на рисунки начала двадцатого века, когда Иерусалим контролировала Британская империя. Одиннадцать анкеров прикрепляют восстановленную башенку к стене, а четыре каменных бруска совместно формируют верхушку с амбразурами.
Ворота открыты для пешеходов, въезд автотранспорта в них невозможен. В пятницу утром через эти ворота идет основной поток молящихся мусульман по направлению к Храмовой горе, в пятницу вечером и в субботу днем ворота используются молящимися евреями, идущими к Стене Плача. Кроме того, Дамасские (Шхемские) ворота используются христианскими паломниками и туристами.

## Галерея
- Мозаичная карта из Мадабы
- Император Адриан, бюст
- Дамасские ворота, справа за стеной видны купола Храма Гроба Господня. Рисунок 1849 года

### Комментарии
1. ↑  Территория восточной части Иерусалима контролируется Израилем в результате аннексии, которая не признана большинством стран международного сообщества. Статус восточной части Иерусалима является одной из проблем израильско-палестинского конфликта. См. статьи Политический статус Иерусалима и Восточный Иерусалим.
 В перечень Объектов всемирного наследия ЮНЕСКО Старый город внесён без указания Израиля или палестинского государства, как государственного представителя, в отдельный раздел «Иерусалим», с пометкой об Иордании как стране, инициировавшей внесение объекта в перечень[1].